# Бельтран III де ла Куэва и Кастилия
Бельтран III де ла Куэва и Кастилья (исп. Beltrán III de la Cueva y Castilla; 1551, Куэльяр — 13 марта 1612, Мадрид) — испанский аристократ, политический и военный деятель, 6-й герцог Альбуркерке (1573—1612), вице-король Арагона (1599—1602).

## Биография
Родился в замке Куэльяр в 1551 году. Сын Диего де ла Куэва и Толедо (? — 1551), дворецкого короля Карлоса I Испанского, и Марии де Кастилья, дочери Хуана де Кастилья-и-Суньиги, потомка короля Кастилии Педро I. Внук Франсиско Фернандеса де ла Куэва-и-Мендосы, 2-го герцога де Альбуркерке (1467—1526). Воспитывался в Мадриде вместе со своей тёткой Анной де Кастилья.
Первоначально стал рыцарем Ордена Сантьяго. В 1571 году после смерти в Милане своего двоюродного брата, Габриэля де ла Куэва-и-Хирона, 5-го герцога де Альбуркерке (ок. 1515 — 1571), не оставившего после себя наследников мужского пола, Бельтран де ла Куэва и Кастилья заявил о своих претензиях на герцогский титул и подал в суд на его дочь — Анну де ла Куэва-и-де ла Лама. 17 декабря 1573 года Бельтран де ла Куэва и Кастилья был признан 6-м герцогом де Альбуркерке, 3-м маркизом де Куэльяр, 6-м графом де Уэльма и де Ледесма, сеньором де Момбельтран, Педро-Бернардо, Ла-Кодосера и др.
С 1599 по 1602 год Бельтран де ла Куэва и Кастилья занимал должность вице-короля и генерал-капитана Арагона, был государственным советником короля Испании Филиппа III.
Он скончался в своем дворце в Мадриде 13 марта 1612 года.

## Браки и потомство
1 марта 1573 года первым браком он женился на своей племяннице, Изабелле де ла Куэва и Кордоба, единственной дочери Франсиско Фернандеса де ла Куэва и Хирона, 4-го герцога Альбуркерке (1510—1563), и его второй супруги, Марии Фернандес де Кордоба и Суньига. Дети от первого брака:
- Франсиско III Фернандес де ла Куэва (1575—1637), 7-й герцог де Альбуркерке (1612—1637)
- Диего де ла Куэва и Кордоба, рыцарь Ордена Сантьяго и командор Монастерио, умер бездетным
- Маурисио де ла Куева и Кордоба, пресвитер и каноник Толедского собора
- Антонио де ла Куева и Кордоба, губернатор и генерал-капитан Орана, Танжера и Мазарквивира, графства Руссильон и Сердани, женат на Майор Рамирес де Суньиге, 2-й маркизе де Флорес-Давила
- Мария де ла Куэва и Кордоба, муж — Франсиско Перес де Кабрера и Бобадилья, 6-й маркиз де Мойя
- Франсиска де ла Куэва и Кордоба , муж — Родриго Пачеко-и-Осорио, 3-й маркиз Серральбо (1580—1652), 15-й вице-король Новой Испании
- Грегория де ла Куэва и Кордоба, монахиня в Монастыре Непорочного Зачатия в Куэльяре.

Во второй раз он женился на Франсиске Фернандес де Кордоба, дочери Диего Фернандеса де Кордоба эль Африкано, 3-го маркиза Комареса. Дети от второго брака:
- Хосе де ла Куева и Кордоба, умер в детстве.
- Изабель де ла Куэва и Кордоба, умерла в детстве.
- Мария де ла Куэва и Кордоба, умерла в детстве
- Хуана де ла Куева и Кордоба, умерла в детстве.

Кроме того, он имел одного внебрачного сына:
- Франсиско де ла Куэва (ум. 1615), епископ Овьедо (1612—1615).